# Attenborough-Langschnabeligel
Der Attenborough-Langschnabeligel (Zaglossus attenboroughi), auch als Sir-David-Langschnabeligel oder Zyklop-Langschnabeligel bekannt, ist eine der drei Arten der Gattung Zaglossus, die auf der Insel Neuguinea endemisch sind. Die Art ist zu Ehren David Attenboroughs benannt und lebt in den Zyklopenbergen (englisch Cyclops Mountains) in Westneuguinea in der Nähe der Städte Sentani und Jayapura.
Der Name Zyklop-Langschnabeligel bezieht sich auf das Verbreitungsgebiet und hat keine direkte Verbindung zu den Kyklopen der griechischen Mythologie.

## Merkmale
Der Attenborough-Langschnabeligel ist die kleinste Art der Gattung Langschnabeligel und ähnelt der Größe nach eher dem Kurzschnabeligel als anderen Arten seiner Gattung. Diese Art hat je fünf Klauen an Vorder- und Hinterpfoten und ein dichtes, schwarzes Fell.
Zu seinem Verhalten ist wenig bekannt. Es wird vermutet, dass er sich tagsüber in seinen flachen Bau zurückzieht und in der Nacht mit seinem langen Schnabel in der Erde nach Würmern sucht.

## Verbreitung

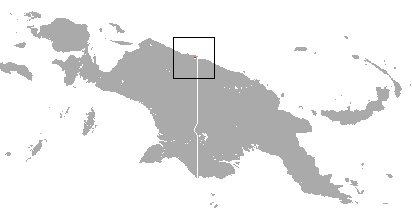
Verbreitungsgebiet des Attenborough-Langschnabeligels

Der Attenborough-Langschnabeligel bewohnt ein etwa 50 km² großes Gebiet am Rara in den Zyklopenbergen, ein Küstengebirge im äußersten Nordosten der indonesischen Provinz Papua. Sein Lebensraum umfasst die bewaldeten Gipfellagen der Berge auf rund 1600 m Höhe.

## Taxonomie und Systematik
Die Art war lange nur durch ein einziges Exemplar unklaren Geschlechts bekannt. Der Botaniker Pieter van Royen hatte es 1961 bei einer Expedition am Ostgipfel des Rara im damals niederländischen Neuguinea gefunden. Aufgrund seiner Größe wurde der Schnabeligel ursprünglich für ein Jungtier gehalten. Erst 1998 wurde es in einer Revision der Gattung Zaglossus von Tim Flannery und Colin Groves als eigene Art abgetrennt, nachdem Röntgenuntersuchungen des Präparats zeigten, dass es sich um ein erwachsenes Exemplar handelte. Die neue Art bedachten sie mit dem Artepithet attenboroughi, womit sich der Langschnabeligel in eine Reihe von über 50 Taxa reiht, die nach dem britischen Tierfilmer David Attenborough benannt sind. Ihre Wahl begründeten Flannery und Groves mit den Verdiensten Attenboroughs um das Wissen über die neuguinensische Fauna und Flora in der Öffentlichkeit.

## Bestand
Das Fehlen weiterer Funde nach 1961 und die anhaltenden menschlich bedingten Zerstörungen des Lebensraums führten dazu, dass die Population für ausgerottet gehalten und in die Rote Liste gefährdeter Arten der IUCN aufgenommen wurde. Das sehr kleine Verbreitungsgebiet, der Rara, liegt nahe der papuensischen Provinzhauptstadt Jayapura, weshalb die dort liegenden Habitate durch die fortschreitende Entwicklung des urbanen Raumes bedroht sind. Im Juli 2007 allerdings berichteten Forscher des EDGE-Programms, die die Zyklopenberge von Neuguinea untersuchten, dass Höhlen und Spuren gesehen wurden, die möglicherweise zu Attenborough-Langschnabeligeln gehörten. Zudem ergaben Gespräche mit Einheimischen, dass diese Art wahrscheinlich noch im Jahr 2005 gesichtet wurde. 2023 konnte ein Exemplar mit einer Wildkamera in den Wäldern der Zyklopenberge im indonesischen Teil von Neuguinea gefilmt werden.